# Keep Searchin' (We'll Follow the Sun)
Keep Searchin' (We'll Follow the Sun) är en låt skriven och lanserad av Del Shannon 1964. Låten blev en singelhit i många länder och kom att bli hans sista stora framgång på 1960-talet. Låten som går i a moll handlar om ett kärlekspar som flyr undan personer som behandlar kvinnan i förhållandet dåligt. Produktionen innehåller mycket eko och låten avslutas med en mycket hög falsetton av Shannon.
Uppföljarsingeln "Stranger in Town" som släpptes 1965 hade ett arrangemang och tema liknande denna låt, men blev inte riktigt lika framgångsrik, och efter den försvann Shannon nästan helt från hitlistorna fram till 1981 då han gjorde liten comeback med en cover av låten "Sea of Love".
1968 spelades låten in av den svenska sångaren Eleanor Bodel som fick en hit på Tio i topp-listan med sin version.

## Listplaceringar
| Lista (1965)   | Position              |
| -------------- | --------------------- |
| Finland        | 29                    |
| Frankrike      | 49                    |
| Irland         | 6                     |
| Kanada         | 14 (RPM)              |
| Norge          | 6 (VG-lista)          |
| Storbritannien | 3                     |
| Sverige        | 2 (Kvällstoppen)      |
| Sverige        | 1 (Tio i topp)        |
| USA            | 9 (Billboard Hot 100) |
| Västtyskland   | 17                    |